# بوبرووا
بوبرووا (به چکی: Bobrová) یک منطقهٔ مسکونی در جمهوری چک است که در ناحیه ژدار ناد سازاووو واقع شده‌است. بوبرووا ۱۴٫۱۹ کیلومتر مربع مساحت و ۹۰۰ نفر جمعیت دارد و ۴۹۵ متر بالاتر از سطح دریا واقع شده‌است.